# Phú Quốc
Phú Quốc [fǔ wək], dosł. żyzny kraj – wietnamska wyspa w Zatoce Tajlandzkiej, przy granicy z Kambodżą, wchodząca w skład prowincji Kiên Giang. Zajmuje obszar 574 km², co czyni ją największą pod względem powierzchni wyspą Wietnamu. Główną miejscowością wyspy jest Dương Đông.
Wyspa nazywana jest Perłowym Rajem (đảo ngọc) ze względu na liczne małże zawierające perły.

## Geografia
Phú Quốc to największa i najludniejsza wyspa w granicach Wietnamu, położona w Zatoce Tajlandzkiej, 4 km od wybrzeża Kambodży i 45 km od wybrzeża Wietnamu. Jej całkowita powierzchnia wynosi 574 km², a długość wybrzeża wynosi 150 km. Wyspa w znacznej części (70%) zalesiona, charakteryzuje ją klimat tropikalny, monsunowy, z krótką, dwu-trzymiesięczną porą suchą w trakcie zimy. Wyspa wznosi się na 600 m n.p.m. w północnej części, a w południowej na 360 m n.p.m. – najwyższy szczyt to góra Chúa (603 m n.p.m.). Łącznie archipelag obejmuje Phú Quốc obejmuje 28 wysp i wysepek o powierzchni 593,4 km².
W 2006 r. UNESCO uznało położony na wyspie Kien Giang Biosphere Conservation Area jako światowy rezerwat biosfery, które obejmuje północną część wyspy.

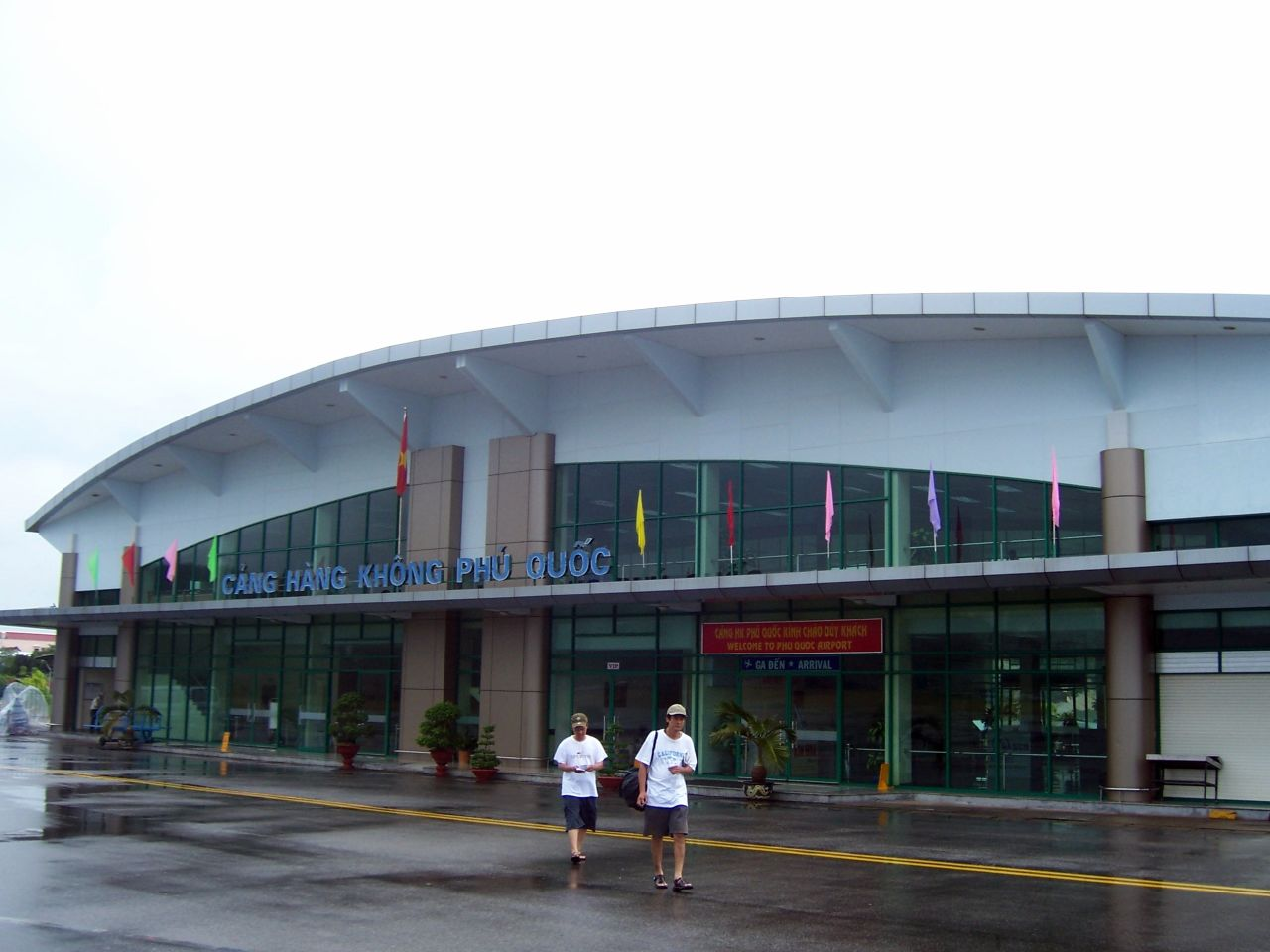
Lotnisko na Phú Quốc
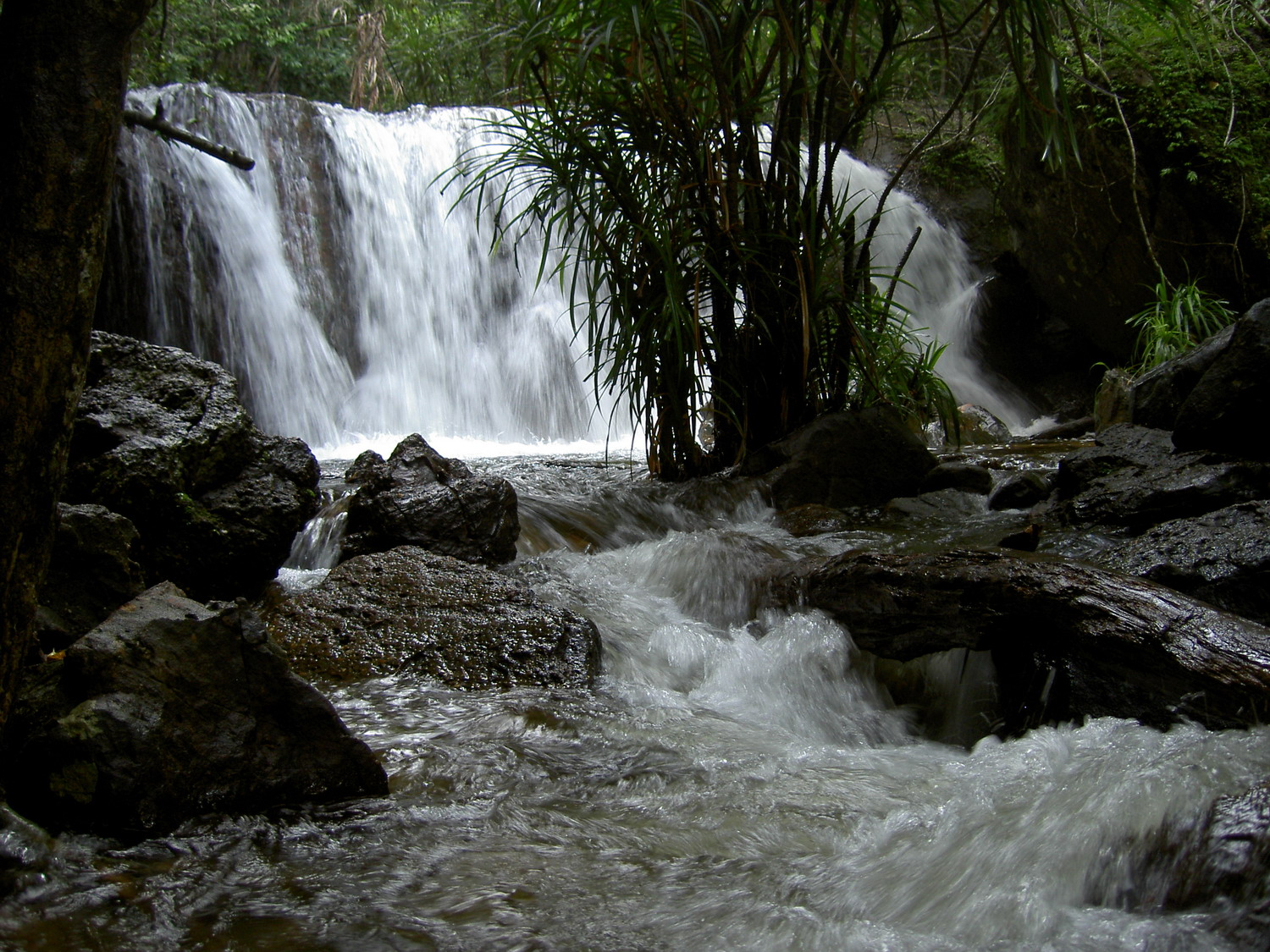
Wodospad Suối Tranh

## Populacja
W czasie gdy Francuzi założyli kolonię Kochinchina, wyspa liczyła około 1000 mieszkańców, a na początku XX w. populacja wyspy wynosiła ok. 5000 mieszkańców. W  XXI w. populacja wyspy szybko rosła, co uczyniło z Phú Quốc jeden z najsilniej rozwijających się ludnościowo obszarów w Wietnamie. W 2014 r. na wyspie żyło 96 940 ludzi. W 2019 r. zamieszkiwało ją 146 028 osób, a w 2019 r. – 179 480 osób.  Przewiduje się, że do 2030 r. populacja wyspy osiągnie 550 tys. ludzi. Największym miastem wyspy jest Dương Đông na zachodnim wybrzeżu.

## Gospodarka
W An Thới znajduje się port lotniczy Phú Quốc, którego terminal międzynarodowy ukończono w 2012 roku. Dobre połączenia z kontynentalnym Wietnamem zapewniają m.in. port lotniczy Phú Quốc oraz międzynarodowy port morski An Thới, o przepustowościach odpowiednio 4 mln i 360 tys. pasażerów.
Tradycyjna gospodarka obejmowała rybołówstwo oraz uprawę zielonego pieprzu. Na wyspie uprawia się pieprz, kokosy, kawę i betel, a ponadto wydobywany jest tu gagat i antracyt. Do tradycyjnych produktów spożywczych kierowanych na eksport należą ryby, sos rybny, kopra i muszle żółwi. Francuzi sprowadzili na wyspę nowe odmiany drzew. Po I wojnie światowej francuska administracja sprowadziła na wyspę 3000 kolonistów z północnego Wietnamu w ramach nieudanej próby założenia plantacji. Przy południowym krańcu Phú Quốc znajduje się grupa wysp An Thới, na których stwierdzono występowanie rudy żelaza.

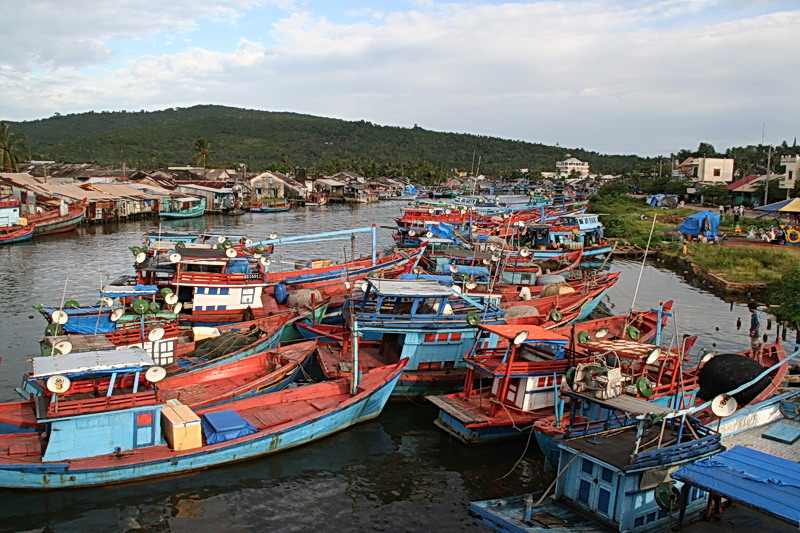
Łodzie rybackie na Phú Quốc
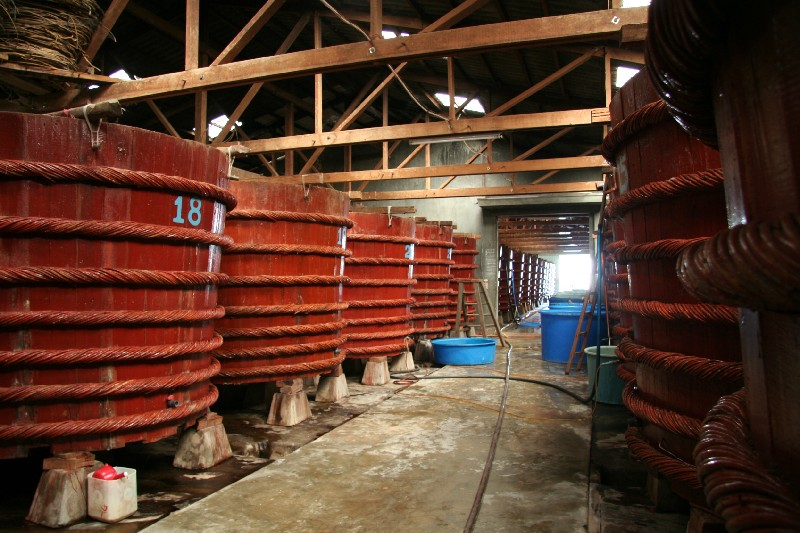
Fabryka sosu rybnego
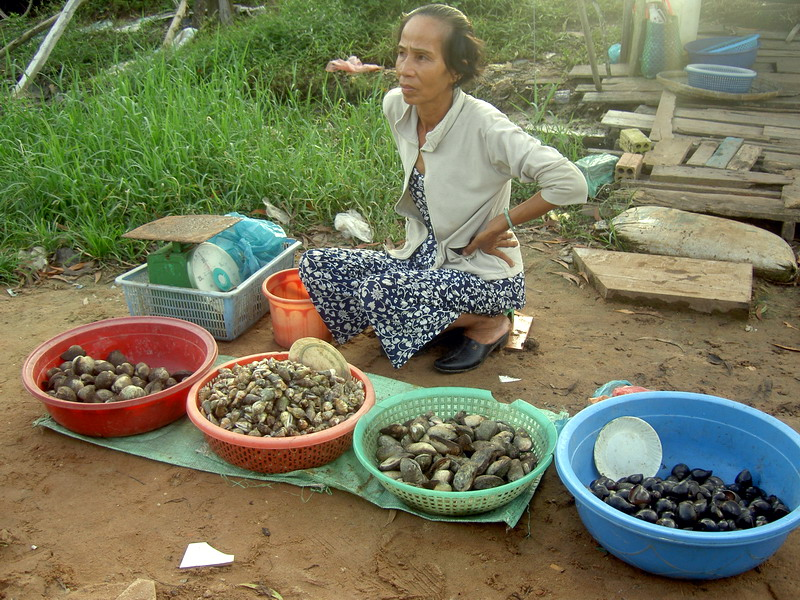
Handlarka sprzedająca małże

Ze względu na piaszczyste plaże na wyspie w XXI w. silnie rozwijał się sektor turystyczny. W latach 2010–2019 PKB wyspy wzrósł o 38%, tj. 6 razy silniej niż PKB całego Wietnamu. W 2020 r. PKB na mieszkańca na wyspie wynosił 4 907 dol. amerykańskich, tj. dwukrotnie więcej niż w całym Wietnamie. Turystyka odpowiada za ok. 70% PKB wyspy i wykazywała w latach 2010–2019 rocznie tendencję do wzrostu o 25%. W 2015 r. wyspę odwiedziło 850 tys. turystów, dwa lata później  1,959 mln, a w 2019 r. już 2,85 mln – większość odwiedzających to obywatele Wietnamu. Na wyspie wyznaczono 20 plaż. Na wyspie znajduje się najdłuższa na świecie trzylinowa kolejka linowa działająca non-stop. 

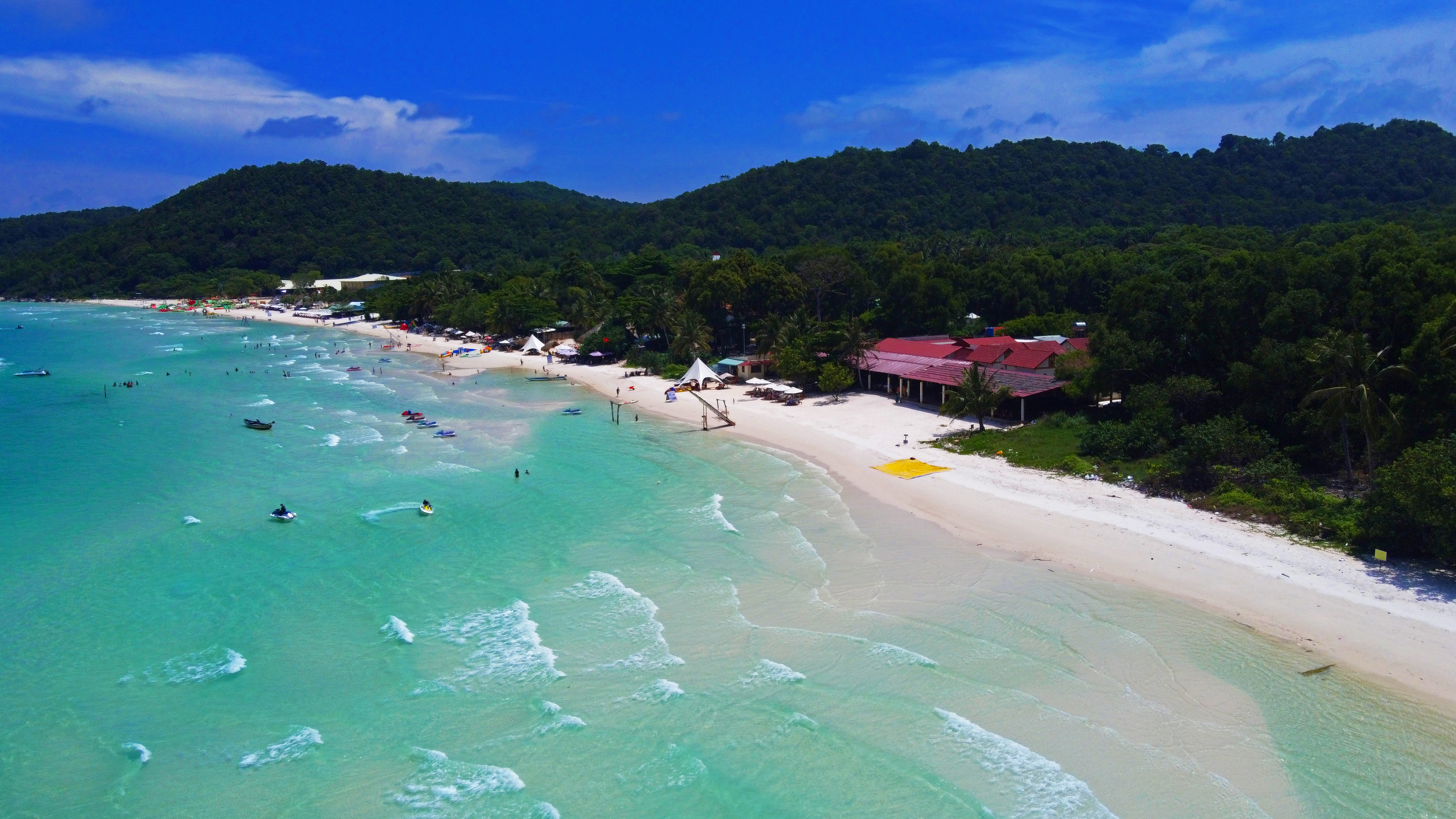
Plaża Bãi Sao
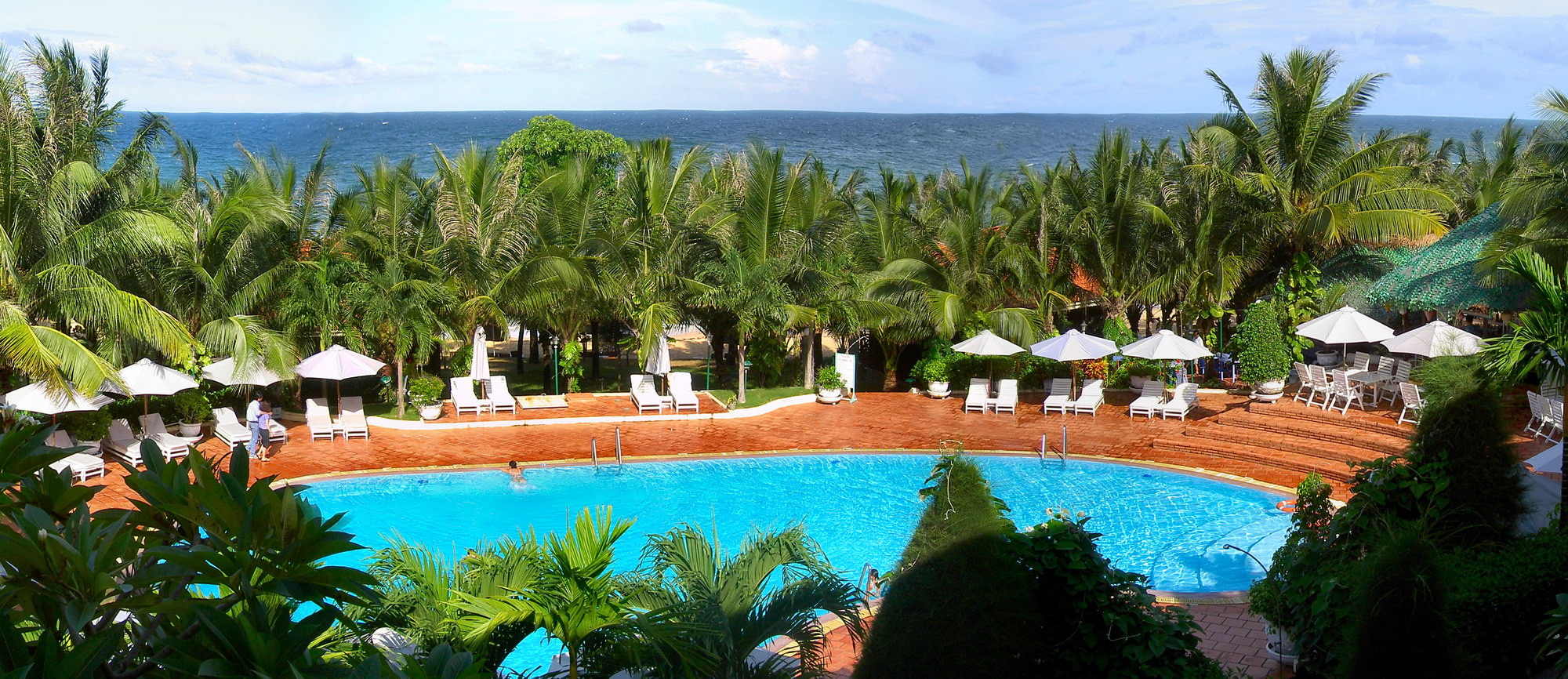
Hotel na wyspie

## Historia
Obecność ludzi na wyspie datuje się na 500 r. p.n.e. Ponadto odnaleziono ceramikę z okresu Óc Eo (I-VII w.). Najwcześniejsze wzmianki o Phú Quốc w Kambodży (pod nazwą Koh Tral) znajdują się w dokumentach królewskich z 1615 r. i dotyczą podziału władzy pomiędzy gubernatorami różnych terytoriów królestwa Khmerów. Populacja wyspy z tego okresu nie jest znana, podobnie jak ilość ludności należącej do narodu Khmerów. Nie jest także jasne, czy władza królów Khmerów nad wyspą była realna czy symboliczna, gdyż w Kambodży w XVII w. na tronie zasiadało na zmianę co najmniej 15 królów.
Około 1680 roku jeden z khmerskich królów nadał chińskiemu kupcowi Mạc Cửu prawo do założenia i zagospodarowania dużego obszaru wzdłuż leżącego odłogiem wybrzeża Kambodży. W wyniku tego nadania Mạc Cửu założył Hà Tiên i sześć innych wiosek, które służyły jako centra handlowe dla chińskich i portugalskich kupców, w tym jedną wioska na wyspie Phú Quốc. W 1714 r, gdy Wietnam i Kambodża były najeżdżane przez wojska tajskie, Mạc Cửu uznał zwierzchność wietnamskich władców Nguyen i w zamian rodzina Mạc Cửu otrzymała swoje ziemie jako lenno.
Pomimo ochrony ze strony władców z rodu Nguyen, w 1717 r. Tajowie całkowicie zniszczyli Hà Tiên i być może Koh Tral (Phú Quốc). W latach 1770. Pierre Pigneu de Béhaine, chcąc rozszerzyć swoją działalność misyjną po zniszczeniu budynku misyjnego w Hà Tiên, założył seminarium dla wietnamskich konwertytów na Phú Quốc, gdzie udzielał także schronienia przyszłemu wietnamskiemu cesarzowi Gia Longowi. Zapisy z tego okresu odnoszą się wyłącznie do wietnamskiej ludności zamieszkującej wyspę, natomiast raport na temat szlaku przybrzeżnego z Wietnamu do Tajlandii z 1810 r., sporządzony dla Gia Longa, opisuje na Phú Quốc obecność wietnamskich wojskowych.

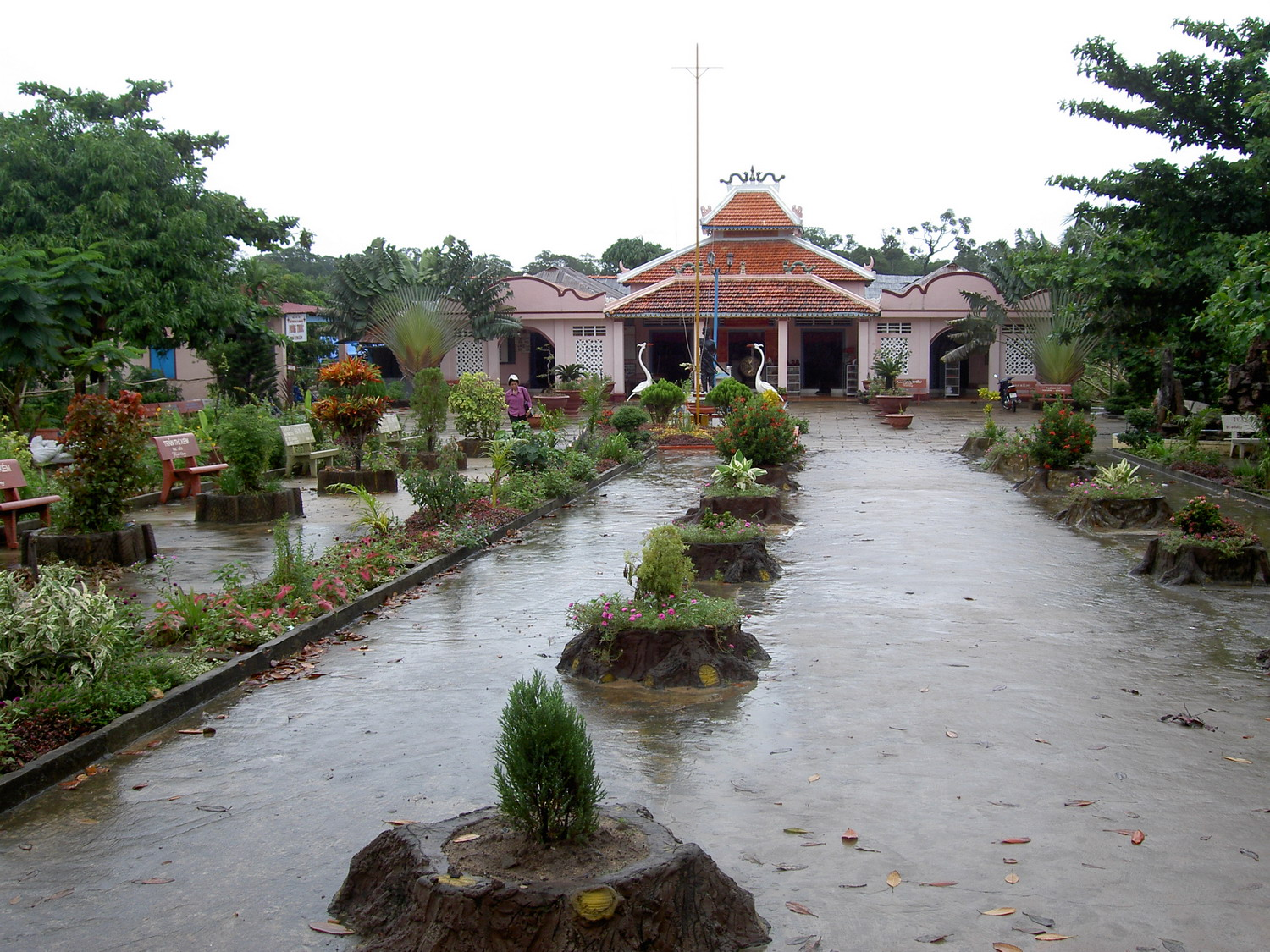
Świątynia Nguyễn Trung Trực
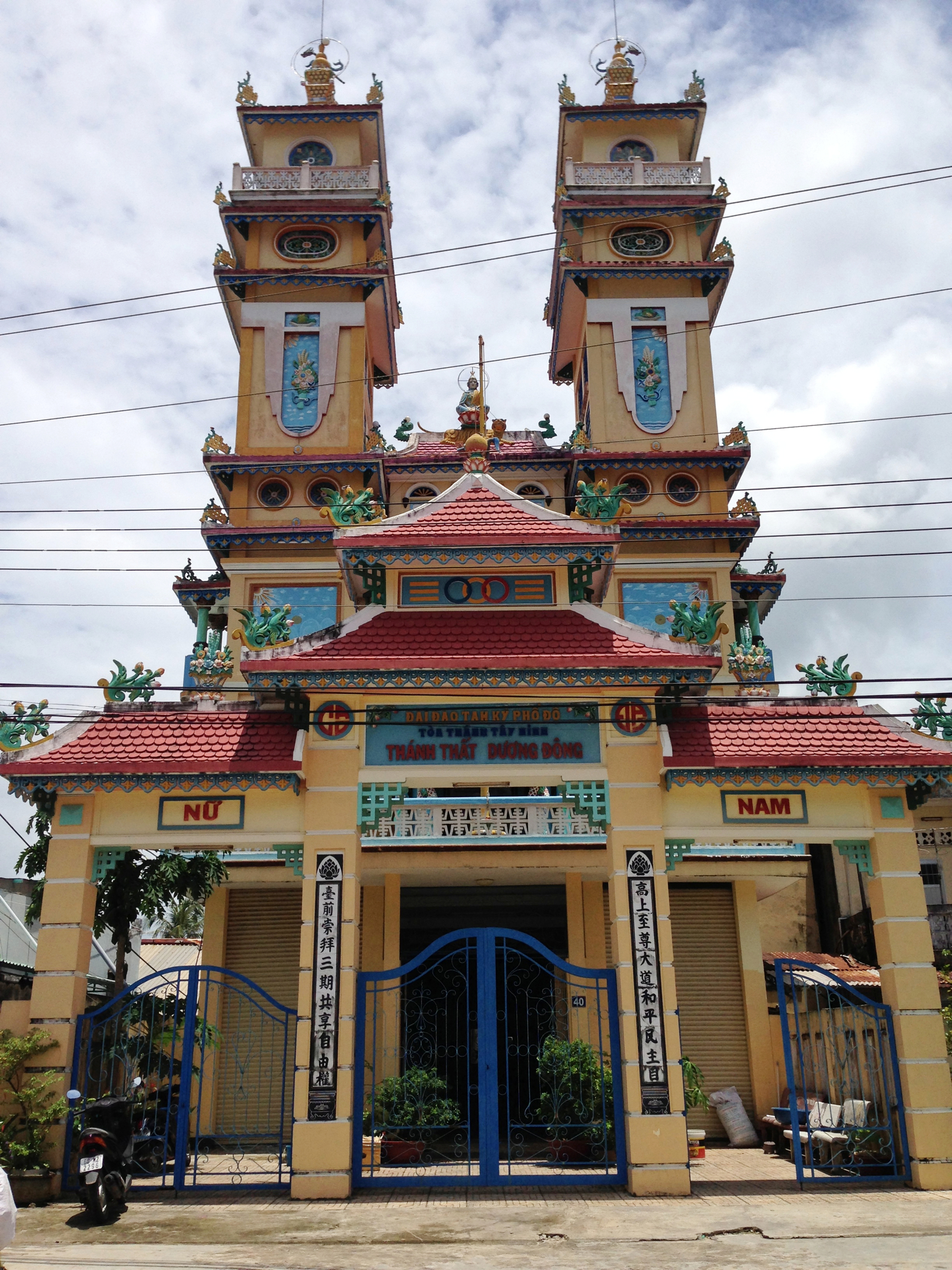
Świątynia Tòa Thánh w Dương Đông
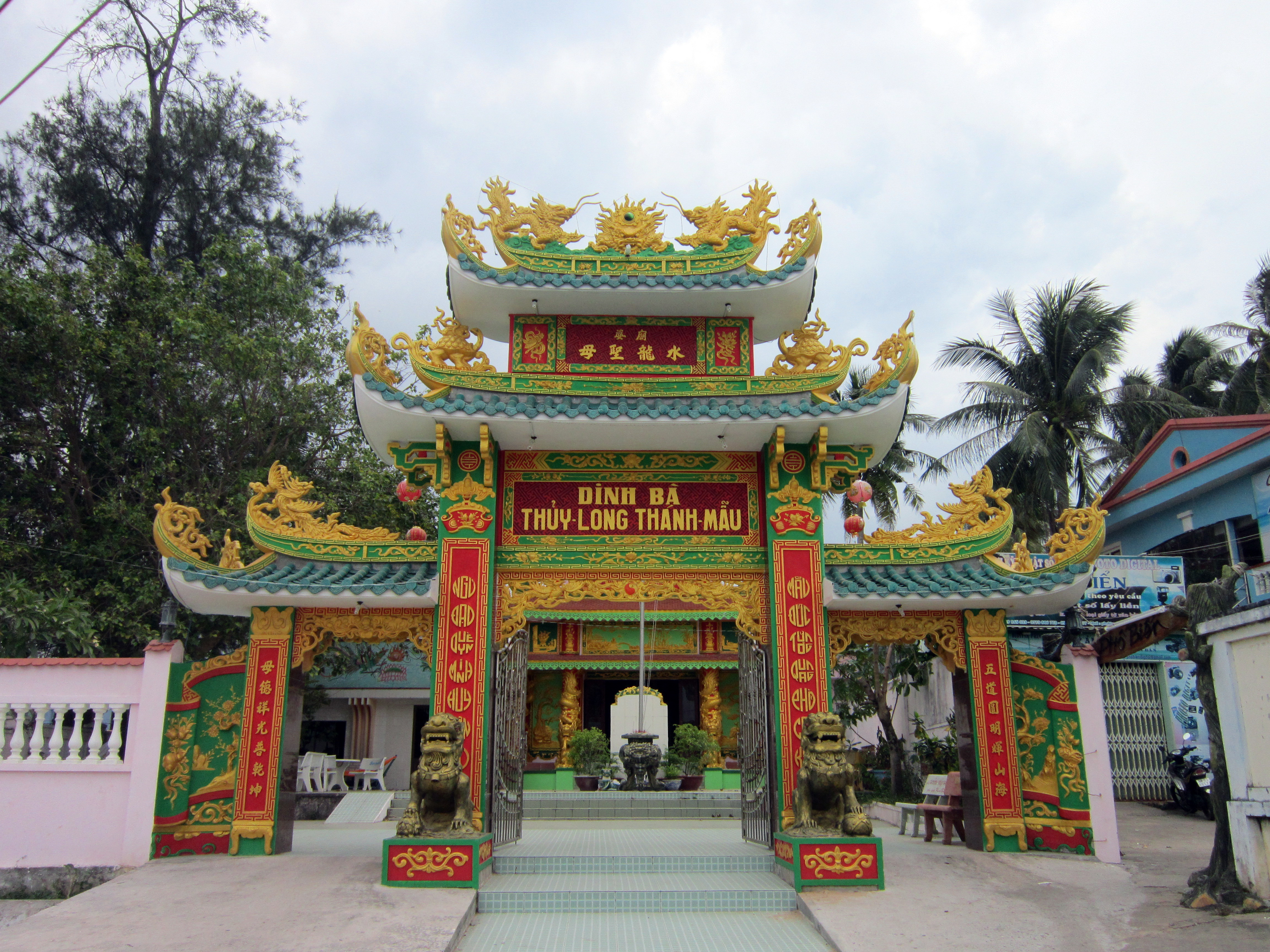
Pałac Thủy Long Thánh Mẫu
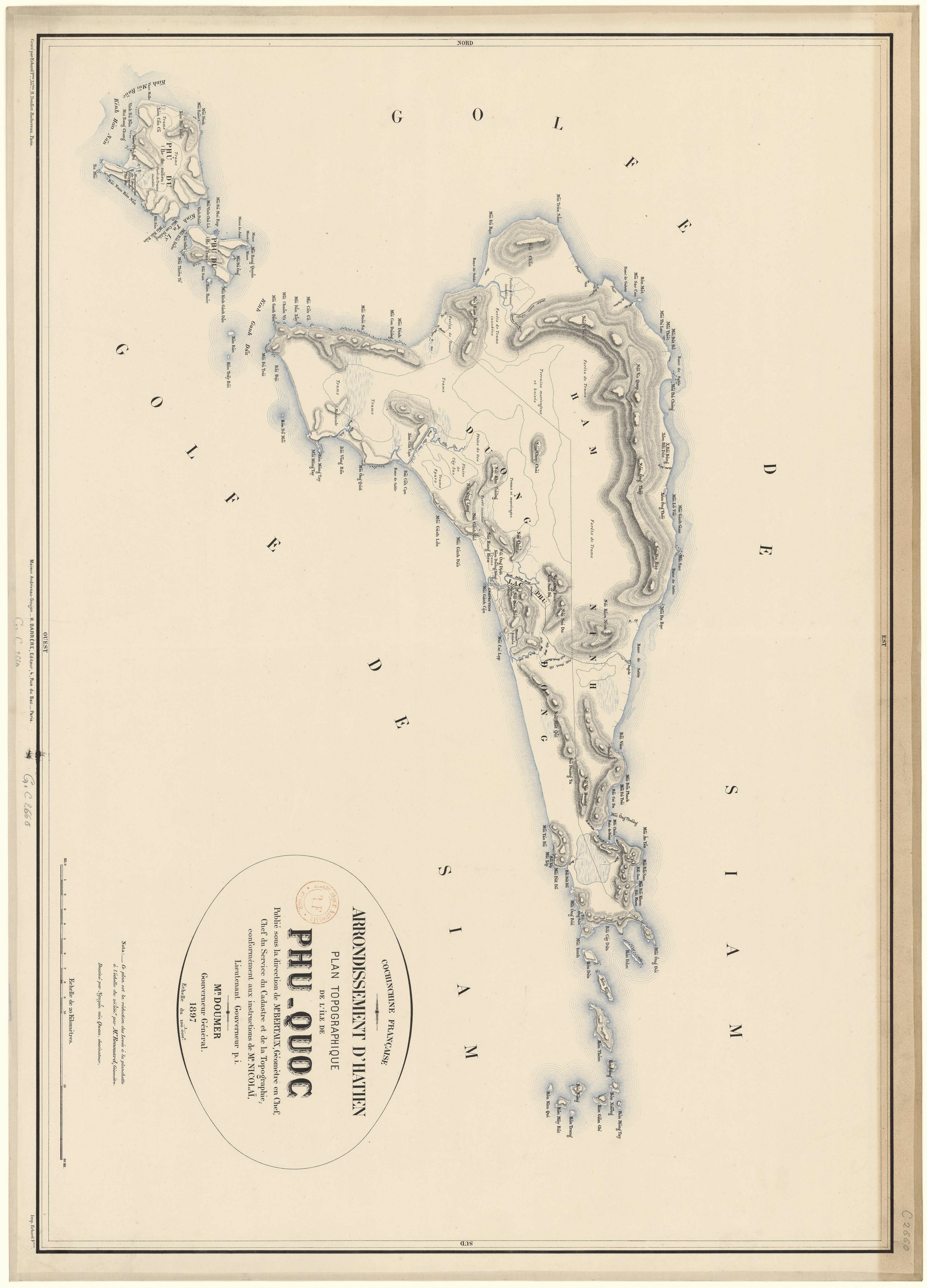
Mapa wyspy z 1897 r.

Jeszcze w 1855 r. król Khmerów Ang Duong w liście do Napoleona III nalegał, aby Francuzi nie akceptowali przekazania wyspy kontrolującym ją Wietnamczykom. W 1939 r., kiedy francuscy urzędnicy uznali za konieczne ustalenie dokładnych linii rozgraniczenia administracyjnego poszczególnych kolonii, kambodżańska rodzina królewska nie podnosiła już kwestii przynależności wyspy w kontaktach z Francją. W 1954 r. król Sihanouk sprzeciwił się porozumieniu genewskiemu, które dało Wietnamowi kontrolę nad całą deltą Mekongu i Koh Tral (Phú Quốc) i zastrzegł sobie prawo do skierowania tej kwestii skargi do Organizacji Narodów Zjednoczonych, do czego jednak nigdy nie doszło. 
W 1964 r. Sihanouk zaproponował Wietnamowi Południowemu kompromis graniczny, w ramach którego Kambodża zaakceptowała przebieg granicznej linii z czasów kolonialnych jako granicy morskiej, co oznaczało rezygnację z roszczeń do Phú Quốc. W 1967 r. Wietnam Południowy wydał jednostronne oświadczenie, w którym przyjął propozycję. W 1969 r. Sihanouk odnowił jednak swoje roszczenia do wyspy, natomiast Czerwoni Khmerzy przeprowadzili w 1975 r. nieudaną kampanię, mającą na celu przejęcie wyspy. Rząd Ludowej Republiki Kambodży potwierdził wietnamską suwerenność nad wyspą w porozumieniach granicznych z Wietnamem w 1982 i 1985 r.